# Acianthera bohnkiana
Acianthera bohnkiana är en orkidéart som beskrevs av Marcos Antonio Campacci och Dalton Holland Baptista. Acianthera bohnkiana ingår i släktet Acianthera och familjen orkidéer. Inga underarter finns listade i Catalogue of Life.